# Saint-Gondran
Saint-Gondran is een plaats en gemeente in Frankrijk, in Bretagne.

## Geografie
De oppervlakte van Saint-Gondran bedraagt 4,4 km.
De onderstaande kaart toont de ligging van Saint-Gondran met de belangrijkste infrastructuur en aangrenzende gemeenten.

## Demografie
Onderstaande figuur toont het verloop van het inwonertal, bron: INSEE-tellingen. 

1. ↑  Populations de référence 2022.